# Daryl Morey
Daryl Morey (Baraboo, Wisconsin; 14 de septiembre de 1972) es un ejecutivo deportivo que ocupa el cargo de Presidente de Operaciones en los Philadelphia 76ers de la NBA.

## Biografía
Daryl Morey se graduó en 1996 en Ingeniería Informática con énfasis en estadística en la Universidad del Noroeste y en 2000 obtuvo un MBA en la Escuela de Administración y Dirección de Empresas Sloan del Mit.
Su carrera comenzó en la consultora The Parthenon Group, además de colaborar también como consultor estadístico para STATS, Inc (responsable del sistema de estadísticas SportsVU).
The Parthenon Group compró los Boston Celtics, lo que propició que Morey trabajara para la franquicia NBA en aspectos como calcular el precio de entradas, contratar ejecutivos...
En 2003 se incorporó a tiempo completo a los Celtics como Vicepresidente de operaciones e información desarrollando métodos estadísticos para decisiones relacionadas con el baloncesto como elección de jugadores en el draft y la agencia libre y scouting avanzado para el equipo técnico de la franquicia.
En abril de 2006 fue contratado por Houston Rockets como asistente del General Mánager. Tras un año bajo la dirección de su predecesor Carroll Dawson, ocupó el cargo siendo la temporada del 2007/08 su primera como General Mánager.
En 2007 fundó junto a Jessica Gelman la MIT Sloan Sports Analytics Conference.
Cambió el rumbo de la franquicia texana en 2012 adquiriendo a James Harden vía traspaso con Oklahoma City Thunder.
Entre las novedades que ha introducido en los Rockets destaca su estrategia para reducir al máximo el lanzamiento de media distancia o sus pruebas con los Rio Grande Valley Vipers de la D-League. Este tipo de innovaciones le ha hecho estar considerado uno de los precursores del baloncesto moderno.
En 2018 fue premiado por la NBA como Mejor Ejecutivo del Año, tras una temporada en la que los Rockets finalizaron la liga regular con un balance de 65 victorias y 17 derrotas.
El 2 de noviembre de 2020, fue nombrado presidente de operaciones de los Philadelphia 76ers. En diciembre de 2023 acuerda una extensión de contrato hasta 2028.

### Filosofía deportiva
La filosofía que implantó en Houston se centraba en tomar decisiones en base al análisis de datos en lugar de guiarse por la intuición de los expertos. Es un firme creyente en las estadísticas avanzadas aplicadas al deporte, hasta el punto de que su filosofía se ha denominado Moreyball en honor al libro de Michael Lewis en el que se cuenta el éxito de los Oakland Athletics de béisbol que dio origen a la película Moneyball. También ha reconocido tener muy en cuenta la economía conductual a la hora de tomar decisiones.
Ha mostrado interés en los Deportes electrónicos, entrando a formar parte en 2013 de la junta directiva de la “Major League Gaming”. En su opinión los deportes dominantes serán fútbol, baloncesto y eSports.